# Konstruerbar topologi
Inom kommutativ algebra, en del av matematiken, är konstruerbara topologin av spektret {\displaystyle \operatorname {Spec} (A)} av en kommutativ ring {\displaystyle A} topologin där varje sluten mängd är bilden av {\displaystyle \operatorname {Spec} (B)} i {\displaystyle \operatorname {Spec} (A)} för någon algebra B över A. En viktig egenskap av denna konstruktion är att avbildningen map {\displaystyle \operatorname {Spec} (B)\to \operatorname {Spec} (A)} är en sluten avbildning i förhållande till konstruerbara topologin.
I förhållande till denna topologi är {\displaystyle \operatorname {Spec} (A)} kompakt, Hausdorff och totalt osammanhängande. Konstruerbara topologin är identisk med Zariskitopologin om och bara om {\displaystyle A/\operatorname {nil} (A)} är en von Neumannregelbunden ring, där {\displaystyle \operatorname {nil} (A)\,} is the nilradikalen av A.